# Cathartesaura
Cathartesaura is een geslacht van sauropode dinosauriërs behorend tot de Diplodocoidea dat tijdens het Late Krijt leefde in het gebied van het huidige Argentinië.

## Vondst en naamgeving
De typesoort Cathartesaura anaerobica werd in 2006 beschreven door Pablo Gallina. De geslachtsnaam is een humoristisch bedoelde verwijzing naar de, eveneens Zuid-Amerikaanse, kalkoengier, Cathartes aura. In het Spaans heet de kalkoengier de Buitre en daar is ook de naam van het gebied van afgeleid waarin het fossiel is gevonden. De soortaanduiding maakt nog eens duidelijk dat déze gigant niet kon vliegen en is overigens een vermelding naar de Anaerobicos-maatschappij, een Argentijnse lijmfabriek die het onderzoek sponsorde.
De vondst uit 1999, gedaan in La Buitrera (Río Negro, Cenomanien-Coniacien, Huinculformatie), holotype MPCA 232, bestaat uit een fragmentarisch maar wel min of meer nog in positie liggend skelet zonder schedel. Bewaard zijn gebleven: een achterste halswervel, een ruggenwervel, een voorste staartwervel, een middelste staartwervel, een linkerschouderblad, een opperarmbeen, een vermoedelijk linkerdarmbeen, een rechterdijbeen en een middenvoetsbeen.

## Beschrijving

### Grootte en onderscheidende kenmerken
De grootte van Cathartesaura is gezien de beperkte gegevens niet heel precies te schatten; de auteurs houden het op "middelgroot", een vijftien meter lang. Het dijbeen heeft een lengte van 138 centimeter.
De beschrijvers wisten enkele onderscheidende kenmerken vast te stellen. De achterste halswervel heeft een extra richel die ontspruit uit het midden van de richel tussen het voorste gewrichtsuitsteeksel en het zijuitsteeksel, en het wervellichaam bereikt. De voorste staartwervel heeft dunne zijuitsteeksels die ieder ondersteund worden door een beenbalk aan de onderkant die een diepe driehoekige uitholling begrenst maar ook opgebouwd zijn uit de richel die van het zijuitsteeksel naar het voorste gewrichtsuitsteeksel loopt en de richel die tussen het voorste gewrichtsuitsteeksel en het wervellichaam loopt. Bij het doornuitsteeksel is de richel op het zijvlak opgebouwd uit drie normale richels: die tussen het doornuitsteeksel en het voorste gewrichtsuitsteeksel, de buitenste richel tussen het doornuitsteeksel en het achterste gewrichtsuitsteeksel, en de richel tussen het doornuitsteeksel en het zijuitsteeksel.

### Skelet
De halswervel is tweemaal zo hoog als lang; de wervelboog maakt tweede derden uit van de hoogte. Het wervellichaam is tamelijk langwerpig, driemaal langer dan hoog. Er zijn twee grote pleurocoelen in de zijwand, gescheiden door een dun naar voren hellend beenschot, samen een driekwart van de lengte daarvan beslaand. De voorste pleurocoel is kleiner en ondieper. De tweede pleurocoel holt de achterste zijhelft van het centrum helemaal uit zodanig dat het holle achterste gewrichtsfacet nog maar een dunne beenwand vormt.

## Fylogenie
Volgens een kladistische analyse in het beschrijvende artikel bevindt Cathartesaura zich basaal in de Diplodocoidea en vermoedelijk in de Rebbachisauridae. De botten vertonen pneumatisering die typisch is voor deze subgroep. In 2010 gaf een analyse Cathartesaura als de zustersoort van Rayososaurus.